# بريون جيسين
بريون جيسين (بالإنجليزية: Brion Gysin)‏‏ (19 يناير 1916 في تبلو - 13 يوليو 1986 في باريس) كاتب، وشاعر، ورسام، ومصمم رقص، وروائي من الولايات المتحدة.

## الجوائز
- قائد الفنون والآداب

## روابط خارجية
- بريون جيسين على موقع ميوزك برينز (الإنجليزية)
- بريون جيسين على موقع إن إن دي بي (الإنجليزية)
- بريون جيسين على موقع ديسكوغز (الإنجليزية)